# Itoplectis alturae
Itoplectis alturae là một loài tò vò trong họ Ichneumonidae.